# Таиландско-южноафриканские отношения
Таиландско-южноафриканские отношения — двусторонние дипломатические отношения между Таиландом и Южно-Африканской Республикой (ЮАР). Государства являются членами Движения неприсоединения, Группы 77, Кернской группы, Группы двадцати развивающихся стран и Ассоциации стран Индийского океана.

## История
Во время холодной войны ЮАР и Таиланд были членами западного блока и активно поддерживали антикоммунистический фронт. Однако правительство Таиланда выступало против политики апартеида в ЮАР, поэтому государства так и не установили официальных дипломатических отношений.
После окончания холодной войны государственный президент ЮАР Фредерик Виллем де Клерк положил конец режиму апартеида и начал налаживать отношения с другими странами, включая Таиланд. Государства становили консульские отношения 9 марта 1992 года, открыв генеральные консульства в крупных городах. Дипломатические отношения на уровне послов были установлены 9 декабря 1993 года.
В июле 1997 года президент ЮАР Нельсон Мандела совершил двухдневный государственный визит в Таиланд. В 1999 году принцесса Таиланда Чулапхон Валайлак посетила ЮАР в качестве докладчика на Международной конференции «Женщины, наука и технологии для устойчивого развития человечества» и Второй конференции Организации женщин-ученых третьего мира.
Таиланд выразил готовность начать более тесное сотрудничество, в знак признания достижений ЮАР как первой африканской страны, получившей статус партнёра по диалогу с Ассоциацией государств Юго-Восточной Азии 11 июля 2023 года. Таиланд также положительно оценил активное председательство ЮАР в Инициативе по внешней политике и глобальному здравоохранению, а также стремление поделиться своей эффективной программой всеобщего медицинского страхования.

## Экономические отношения
В 2017 году объём товарооборота между государствами составил сумму 3,2 млрд долларов США. Таиланд считается крупнейшим торговым партнёром ЮАР в Юго-Восточной Азии, а ЮАР является основным торговым партнёром Таиланда в Африке. В 2018 году Таиланд стремился увеличить инвестиции и торговлю с ЮАР в секторах, таких как: гостиничный, сельскохозяйственный и автомобильная промышленность.
В 2020 году общий объем экспорта из Таиланда в ЮАР достиг 2,01 млрд долларов США. Экспорт Таиланда в ЮАР: сельскохозяйственные товары, такие как рис, и промышленные товары, такие как двигатели внутреннего сгорания и автомобильные детали. Таиланд является основным пунктом назначения по экспорту центрифуг, химикатов и алюминиевой руды из ЮАР.

## Диаспора
В 2012 году в ЮАР проживало около 3500 тайцев.

## Соглашения
| Дата | Название                                                                                      | Примечания |
| ---- | --------------------------------------------------------------------------------------------- | ---------- |
| 1993 | Соглашение об авиационных услугах                                                             | [ 12 ]     |
| 1993 | Соглашение об отмене виз для обычных паспортов                                                | [ 12 ]     |
| 1996 | Соглашение об избежании двойного налогообложения и предотвращении уклонения от уплаты налогов | [ 12 ]     |
| 1999 | Соглашение об отмене виз для дипломатических и служебных паспортов                            | [ 12 ]     |
| 2001 | Двустороннее торговое соглашение                                                              | [ 12 ]     |
| 2003 | Создание Совместной торговой комиссии                                                         | [ 12 ]     |

## Дипломатические представительства
- ЮАР открыла генеральное консульство в Бангкоке в сентябре 1992 года[4], которое стало посольством в 1993 году[13]. Кроме того, ЮАР имеет почётное консульство в Чиангмае[14].
- Таиланд открыл генеральное консульство в Йоханнесбурге 9 октября 1992 года. Правительство Таиланда открыло посольство в Претории в 1993 году[3][4][15].